# 破體
破體又稱變體，是在篆書、隸書、楷書、草書、行書五體之外，或打破其常規形態，或融合其中某幾種形態而成的特殊漢字書體。

歷史上自發形成的破體並不鮮見，如秦漢由篆書向隸書演變時期衍生的“隸變”體、魏晉南北朝由隸書向楷書演變時期的正書和碑文，都是破體的表現形式。另不乏自覺創新而形成的破體，如清代鄭燮博採眾長的書法體，時人秦祖永評價為：
|  | 板橋風流雅謔，極有書名。狂草古籀，一字一筆兼眾妙之長。 |

## 漢儀陳頻破體
由陳頻書寫、北京漢儀公司於2001年開發完成的破體書法字庫，字形呈倒梯形佈局。在不影響易讀性的前提下，融入了篆書筆風。
現在陳頻破體已應用於平面設計等領域。中國中央電視臺《同一首歌》亦採用其為欄目的謝幕字體。